# Ravine Saint-François
La ravine Saint-François est une ravine française de l'île de La Réunion, département d'outre-mer dans le sud-ouest de l'océan Indien. Intermittent, le cours d'eau auquel elle sert de lit coule du sud-ouest vers le nord-est sur le territoire communal de La Plaine-des-Palmistes, puis sur celui de Saint-Benoît avant de se jeter dans l'océan Indien à hauteur du quartier de Saint-François.